# Рапъёган
Рапъёган (устар. Репь-Юган) — река в Шурышкарском районе Ямало-Ненецкого АО. Устье реки находится на 138-м км правого берега реки Логасьёган. Длина реки 47 км.

## Притоки
- Вансоим (пр)
- Кимитвансоим (пр)
- Итьясоим (лв)
- 23 км: Иськисоим (лв)

## Данные водного реестра
По данным государственного водного реестра России относится к Нижнеобскому бассейновому округу, водохозяйственный участок реки — Обь от впадения реки Северная Сосьва до города Салехард, речной подбассейн реки — бассейны притоков Оби ниже впадения Северной Сосьвы. Речной бассейн реки — (Нижняя) Обь от впадения Иртыша.